# ファイナ (小惑星)
ファイナ (751 Faina) は小惑星帯に位置する小惑星。ファイナ族というかなり小規模な小惑星族を代表する天体である。1913年4月28日、ロシアの天文学者グリゴリー・ニコラエヴィチ・ネウイミンがシメイズで発見した。
発見者の同僚で最初の妻でもあったファイナ・ミハイロヴナ・ネウイミナにちなんで名づけられた。